# Anastazja (cesarzowa bizantyńska)
Anastazja (zm. 593) – cesarzowa bizantyńska, żona Tyberiusza II Konstantyna.

## Życiorys
Pierwotnie nazywała się Ino i pochodziła z Bitynii. Jej pierwszym mężem był oficer niskiej rangi z armii bizantyńskiej z którym miała córkę. Po śmierci pierwszego męża poślubiła Tyberiusza II Konstantyna. W 574 jej mąż został usynowiony przez cesarza Justyna II. Po jego śmierci został obrany cesarzem, a lud zebrany na hipodromie chciał zmusić go do ślubu z wdową po poprzedniku Zofią. Ich córka była m.in.: Konstantyna, żona cesarza  Maurycjusza. 